# Karakulinói járás
A Karakulinói járás (oroszul Каракулинский район [Karakulinszkij rajon], udmurtul Каракулино ёрос [Karakulino jorosz]) Oroszország egyik járása Udmurtföldön. Székhelye Karakulino.

## Népesség
- 2002-ben 13 835 lakosa volt, melynek 72,6%-a orosz, 16,9%-a mari, 5%-a udmurt, 3,7%-a tatár.
- 2010-ben 12 230 lakosa volt, melyből 8 909 orosz, 2 170 mari, 504 udmurt, 400 tatár stb.